# Prešov
Prešov (ungarsk Eperjes, tysk Eperies, rusinsk Пряшів) er en by i regionen af samme navn i det østlige Slovakiet, beliggende cirka 30 kilometer nord for Košice. Byen har et areal på 70,4 km² og en befolkning på 91.621 indbyggere (2005).